# Андерсон Ајланд (Вашингтон)
Андерсон Ајланд (енгл. Anderson Island) насељено је место без административног статуса у америчкој савезној држави Вашингтон.

## Демографија
По попису из 2010. године број становника је 1.037.
| Група             | 2000.    | 2010.       |
| Белци             | 0 (0,0%) | 954 (92,0%) |
| Афроамериканци    | 0 (0,0%) | 5 (0,5%)    |
| Азијати           | 0 (0,0%) | 9 (0,9%)    |
| Хиспаноамериканци | 0 (0,0%) | 43 (4,1%)   |
| Укупно            | 0        | 1.037       |